# Centrosema pubescens
Đậu bướm hay trung châu (Centrosema pubescens) là một loài thực vật có hoa trong họ Đậu. Loài này được Benth. miêu tả khoa học đầu tiên.

## Hình ảnh

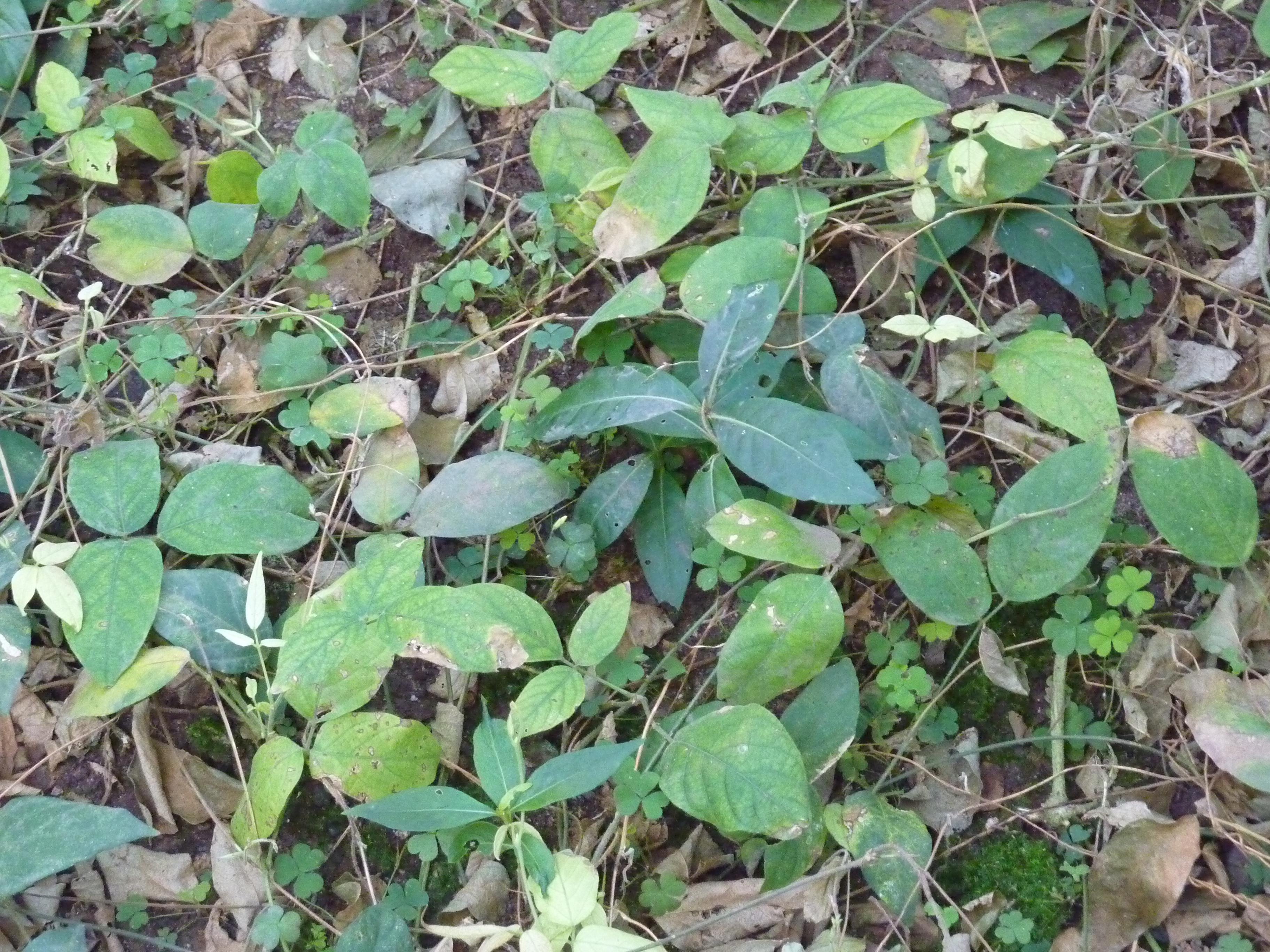
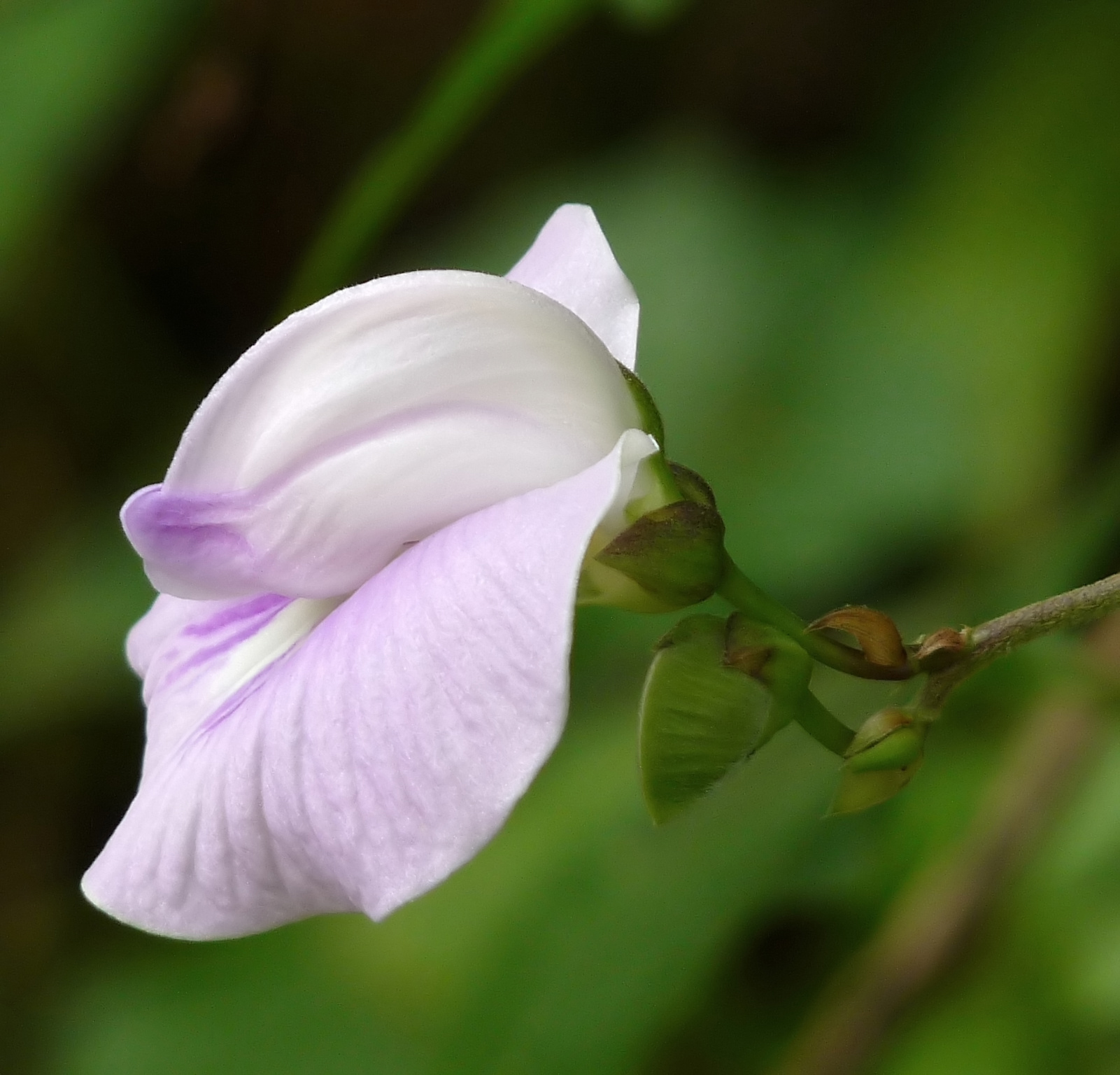
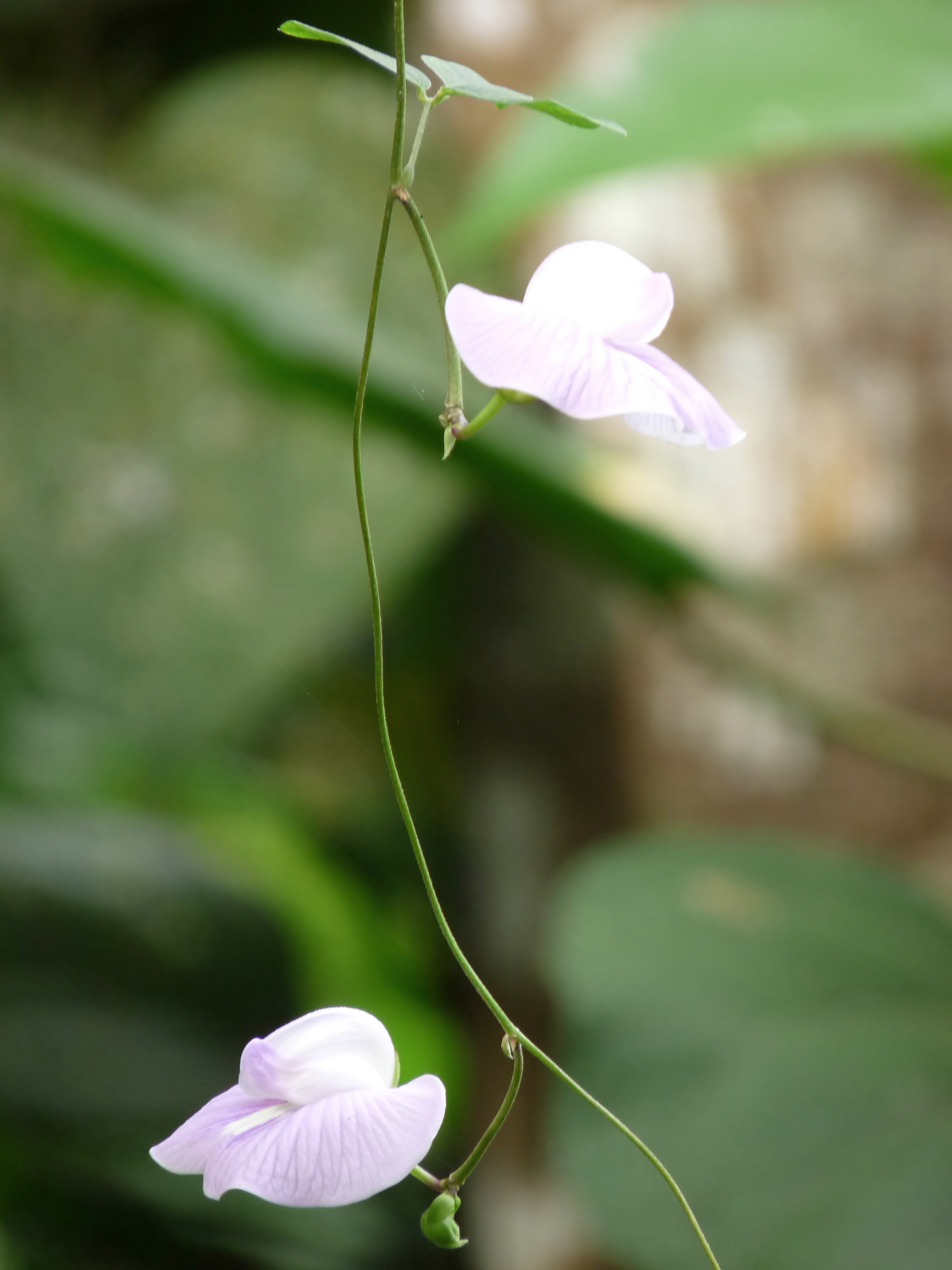
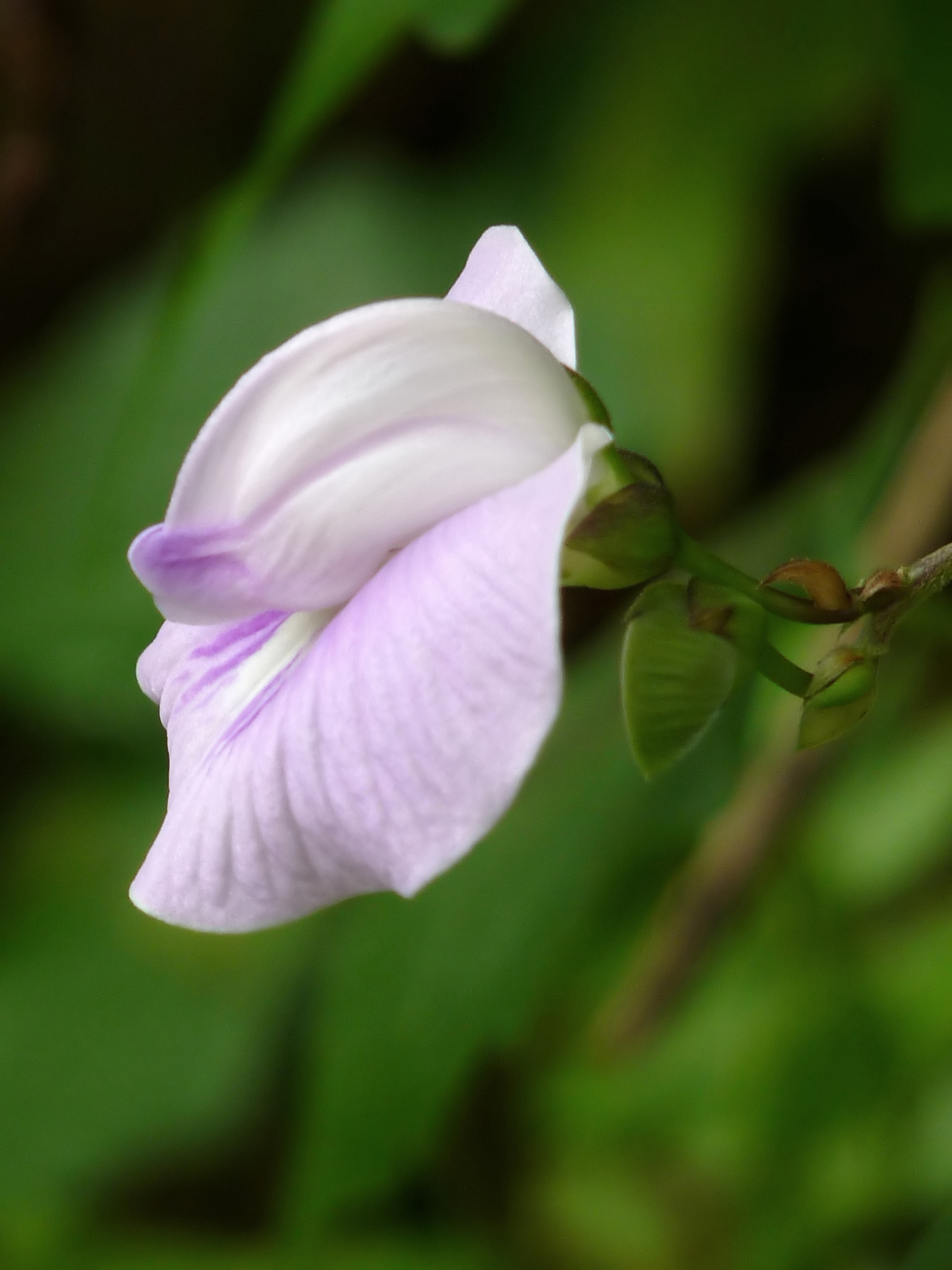